# Zur Katz (Konstanz)
Die Gesellschaft Zur Katz war eine Vereinigung einflussreicher Familien in Konstanz, die bald nach 1342 gegründet wurde; das genaue Gründungsdatum ist nicht bekannt, jedoch 1351 wurden die Mitglieder in den Steuerlisten der Stadt aufgeführt. Sie diente vordergründig der Geselligkeit, hatte jedoch in erster Linie politische und wirtschaftliche Funktionen und ähnelte darin den politischen Zünften des ausgehenden Mittelalters. Zunächst bestand sie als reine „Geschlechtergesellschaft“, als Vereinigung der Familien, die im Groß- und Fernhandel mit Leinwand zu Reichtum und Ansehen gelangt und bereits in den Stadtadel aufgestiegen waren. Die bürgerlichen Leinwandhändler gehörten hingegen der Krämerzunft an und waren Mitglieder der Gesellschaft Zum Rosgarten.

## Gesellschaft für viele soziale Schichten

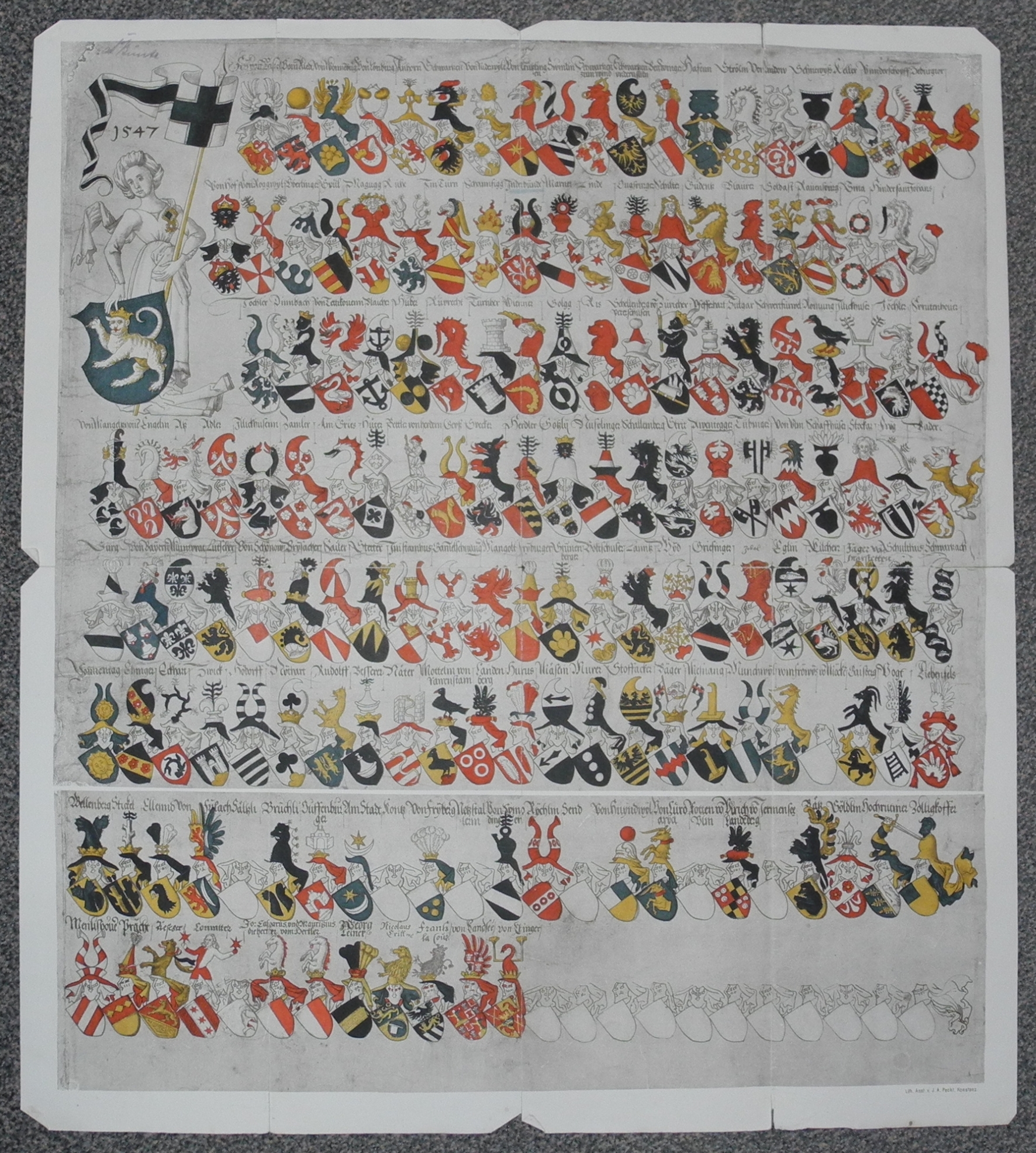
Wappen der Katz-Gesellen (1547)

Im Lauf der Zeit änderte sich das Selbstverständnis der Gesellschaft. Sie blieb zwar auf den städtischen Raum, aber anders als vergleichbare Patriziergesellschaften dieser Zeit nicht auf die „Geschlechter“ beschränkt; sie nahm bald Mitglieder aus fast allen sozialen Schichten auf, und – eine bemerkenswerte Besonderheit – auch Frauen konnten „Gesellen“ der Katz werden. Unzulässig hingegen blieb es, gleichzeitig einer Zunft anzugehören. Andererseits zeigen sich aber auch Parallelen zu Ritter- und Turniergesellschaften des Adels: So wird beispielsweise für die Fastnacht 1441 ein Gesellengestech ze Costentz überliefert, an dem 17 Gesellen ab der Katzen teilnahmen.
Die Fastnacht scheint eine große Rolle im Leben der Stadt Konstanz und hier insbesondere der Katz gespielt zu haben. Es wurden größere Reisen zum Zweck von Freundschaftstreffen unternommen, so etwa im Jahr 1368, als 22 vornehme Konstanzer nach Zürich zogen und unterwegs von den Herren von Brandis überfallen wurden, oder in den Jahren 1484 und erneut 1527, als Angehörige der Geschlechterzunft Zur Katz Bürger in St. Gallen besuchten und dabei als Katzen verkleidet waren. Aber es fanden aus Anlass der Fastnacht auch unter Beteiligung des Adels die erwähnten Ritterspiele statt, wie am 2. März 1416 und am 8. Februar 1418. Später war, um Ausschreitungen vorzubeugen (zwegen allerlei Schaden, Aergernissen und Sünden, wie es in einem Beschluss von 1529 heißt), vom Rat eine Art „Vermummungsverbot“ erlassen worden, gegen das immer wieder verstoßen wurde. Noch im Februar 1458 verhängte der Rat der Stadt über eine Gruppe von 57 Personen … von des wegen das sy die Vastnacht verbutzet gangen sind … eine Geldstrafe. Unter der recht bunt gemischten Gesellschaft finden sich neben Dienstknechten und einem Koch auch illustre Personen wie der Konstanzer Chronist Gebhard Dacher und der reiche Kaufmann Stoffel Grünenberg. Die Liste wird angeführt von 13 Angehörigen der „Geschlechter“ aus bekanntesten Familien, die sich an dem närrischen Treiben beteiligt hatten. Auch Tanzverbote wurden von den Konstanzern immer wieder missachtet, oder sie wichen in den benachbarten Thurgau aus, was ebenfalls mit Strafe belegt wurde.

## Freundschaftsbeziehungen
Wie die räumliche Nachbarschaft im Bodenseegebiet nahelegt, gab es nicht nur die Freundschaftsbeziehungen in die Schweiz hinein, sondern auch Querverbindungen zu anderen lokalen Patriziergesellschaften, namentlich zu Zum Esel in Ravensburg, zu Zum Sünfzen in Lindau und zu Zum goldenen Löwen in Memmingen. Noch heute lässt sich feststellen, dass die Satzungen der Gesellschaften in Ravensburg, Memmingen, Lindau und Konstanz streckenweise wortgleich sind. Und die Liste der Gesellschafter der 1380 gegründeten Ravensburger Handelsgesellschaft führt praktisch auch alle Mitglieder der Gesellschaften Zum Esel und Zur Katz auf.

## Versammlungsorte

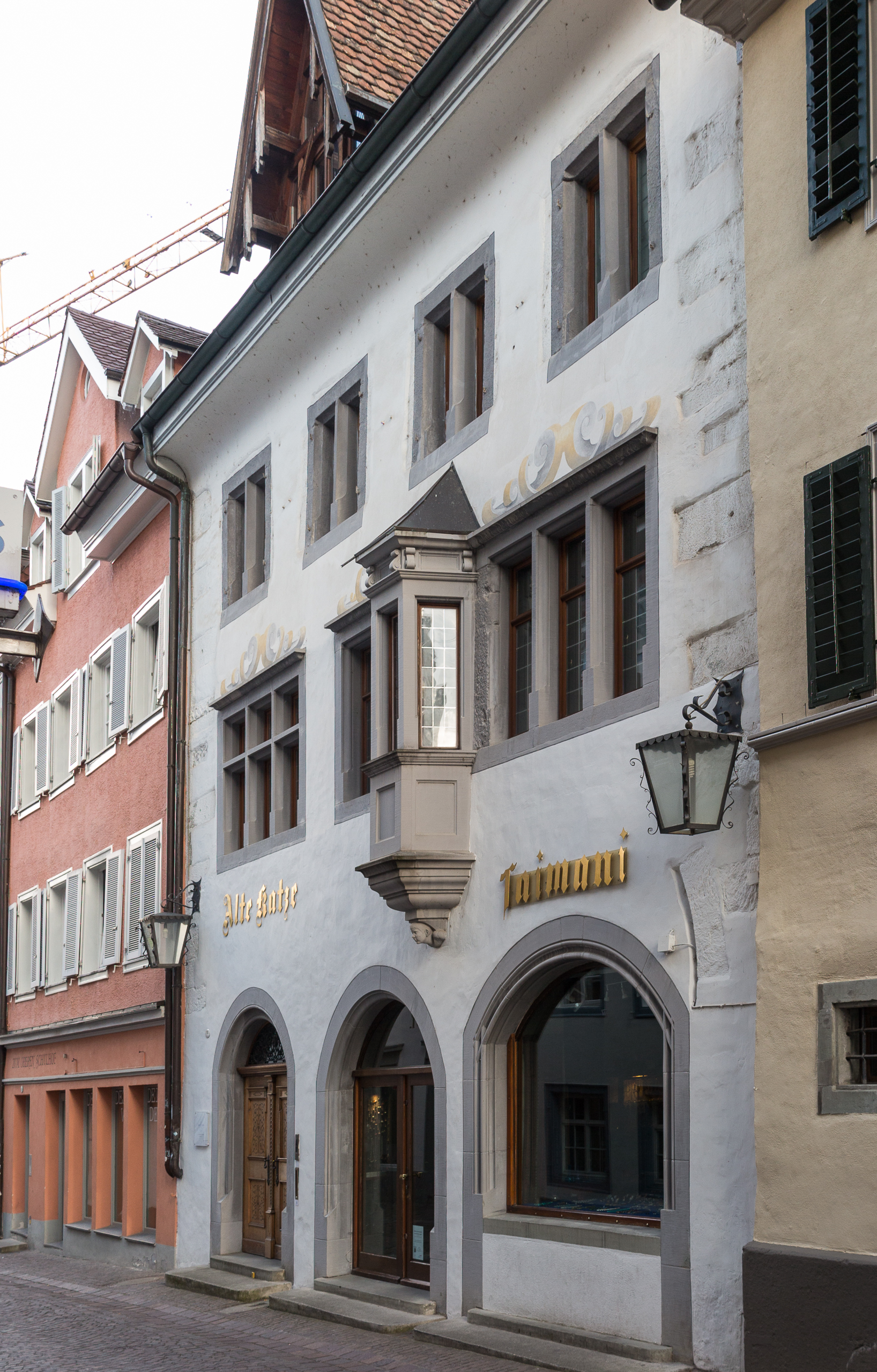
„Alte Katze“ Münzgasse 21, Konstanz

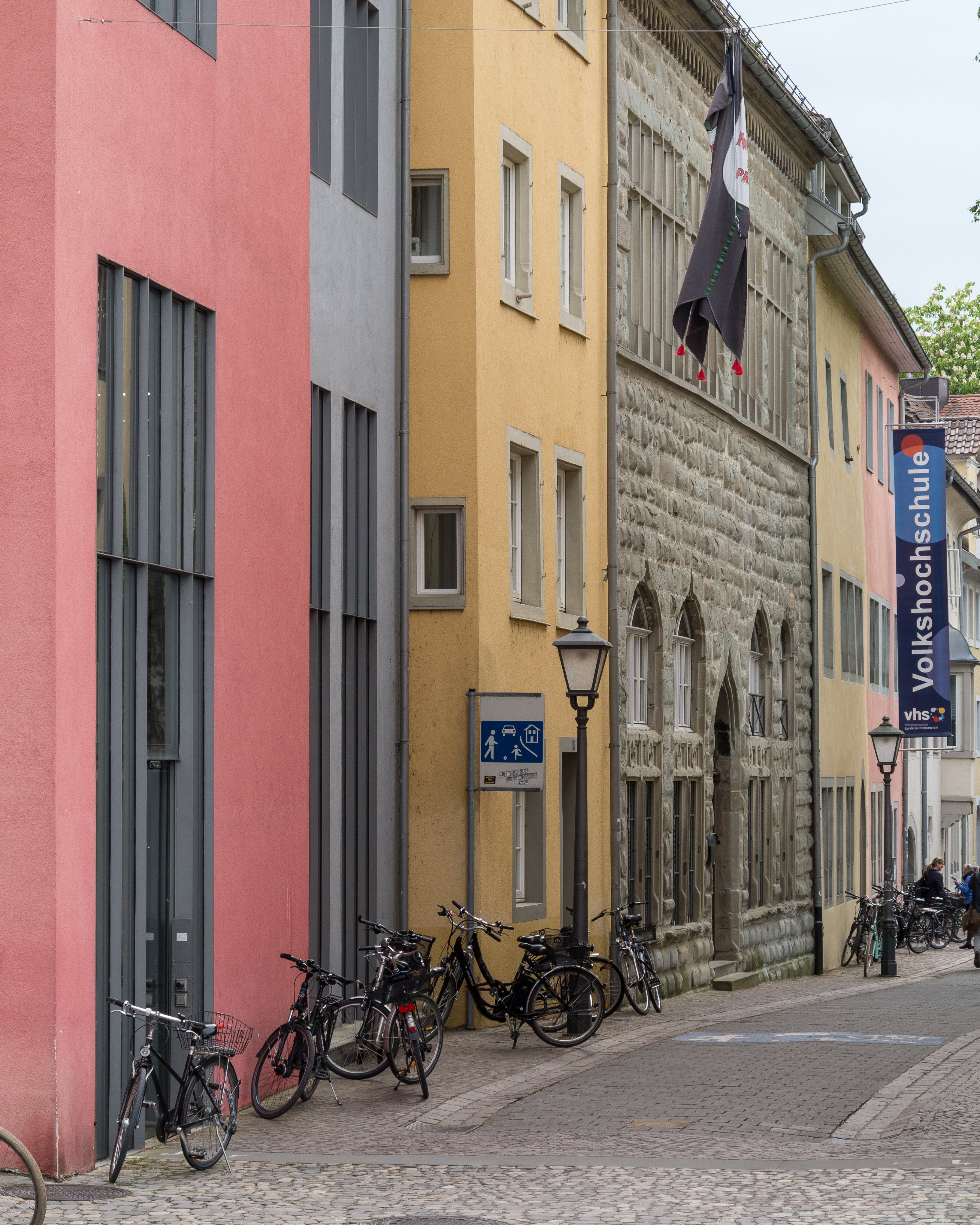
Katzgasse in Konstanz, mit „Haus zur Katz“ (Sandsteinfassade)

Der historische Versammlungsort der Gesellschaft war das Haus Zur alten Katz an der damaligen Samnungsgasse (später Judengasse, heute Münzgasse Nr. 21), 1352 in einer Verkaufsurkunde als domum dictam zer Katzun („Haus genannt ‚zur Katz‘“)
erwähnt. Dieses Haus kaufte 1427 Abraham von St. Gallen, in dessen Besitz es sich bis zur Vertreibung der Juden aus Konstanz 1448 befand. Während der von 1443 bis 1448 währenden Gefangennahme der Konstanzer Juden diente das Haus als Gefängnis für die weiblichen Gemeindemitglieder. Die Gesellschaft Zur Katz hatte 1424 zwei benachbarte Parzellen an der Katzgasse (heute: Katzgasse Nr. 3 und Stephansplatz Nr. 41) erworben und auf der erstgenannten (Zur hinteren Katz) das heute noch erhaltene Haus der Geschlechterzunft errichten lassen, während auf der anderen (Zur vorderen Katz) der vorhandene Wohnturm erhalten blieb. Der italienischen Vorbildern nachempfundene Bau aus Rorschacher Sandstein zeigt eine rustizierte Frührenaissance-Fassade, die als ältestes Beispiel nördlich der Alpen gilt (vgl. Sehenswürdigkeiten in Konstanz).

## Wirkung
Der Minnesänger Oswald von Wolkenstein war mehrfach zu Besuch in Konstanz und dabei auch Gast der Gesellschaft Zur Katz.
Das als Quelle wichtigste erhaltene historische Dokument der Gesellschaft ist die Konstanzer Wappenrolle der Geschlechtergesellschaft zur Katz aus dem Jahr 1547, die heute im so genannten „Zunftsaal“ im Rosgartenmuseum aufbewahrt wird und 160 Familiennamen oder Namen von Einzelpersonen mit ihren kolorierten Wappen aufführt. Die Wappenrolle muss aber als unvollständig gelten, da einige Familien, die nachweislich Mitglieder der Katz waren, nicht genannt sind.
Der seit 1998 bestehende Lions-Club Konstanz „Zur Katz“ beruft sich zwar auf die historische Kontinuität zur einstigen Patriziergesellschaft, hat aber außer dem Namen nichts damit gemeinsam.
Der Turm zur Katz (mittelalterlicher Wohnturm) ist ein vierstöckiges Ausstellungsgebäude des Kulturamts und steht hinter dem Haus zur Katz.